# Par les fils de mandrin millésimé 77
Par les fils de mandrin millésiné 77 is een livealbum van Ange.
Het album is een weergave van de uitvoering van het album Par les fils de mandrin tijdens de tournee om dat album te promoten. Die serie concerten leidde uiteindelijk tot een tweetal optredens in het Palais des Sports in Parijs, waarbij bij twee concerten meer dan 10.000 bezoekers kwamen. De opnamen van dat concert werden destijds uitgebracht op Tome VI: Live 77, maar nu juist de opnamen van het gehele Par les fils de mandrin ontbraken daarop (vanwege tijdsduur). 
Millésimé is een term uit de vinologie, het staat voor het oogstjaar. Het album verscheen namelijk pas in 2003. Musea Records was toen bezig alle album opnieuw geremasterd uit te brengen en zocht nog nooit eerder uitgebracht materiaal.

## Musici
- Christian Décamps – zang, toetsinstrumenten (rol Destin)
- Jean-Michel Brézovar – gitaar, zang (rol Dorian)
- Daniel Haas – basgitaar, zang (rol Fier à Bras)
- Francis Décamps – toetsinstrumenten, zang (rol Hugues)
- Jean-Pierre Guichart – slagwerk, percussie, (rol Joli Faon)

## Muziek
| Nr. | Titel                                               | Duur  |
| --- | --------------------------------------------------- | ----- |
| 1.  | Pas les fils de mandrin                             | 6:08  |
| 2.  | Au Café du Colibri                                  | 3:46  |
| 3.  | Ainsi s’en ira la pluie                             | 10:03 |
| 4.  | Autour du feu                                       | 3:54  |
| 5.  | Saltimbanques                                       | 4:27  |
| 6.  | Des yeux couleur d’enfant                           | 4:07  |
| 7.  | Atlantis (Les géants de la troisieme lune)          | 8:09  |
| 8.  | Hymne à la vie (1.Cantique, 2.Procession, 3. Hymne) | 12:27 |
| 9.  | Exode                                               | 4:43  |
| 10. | Le vieux de la montagne                             | 11:40 |

Hymne à la vie stond wel op Tome VI.